# Jamundí
Jamundí és un dels 42 municipis que formen el departament de Valle del Cauca. Es troba a la regió sud del departament, dins de l'Àrea Metropolitana de Cali, a la riba occidental del riu Cauca, entre la Serralada Occidental i la Serralada Central. És força conegut pel refresc anomenat Cholado o Mata Guayabo, originari d'aquesta població.